# ファン・デームテルの式

ファン・デームテルグラフ。
A（緑）: 渦拡散項
B/v（赤）: 縦方向拡散項
Cv（青）: 物質移動項

クロマトグラフィーにおけるファン・デームテルの式（ファン・デームテルのしき、英: van Deemter equation）は、分離の物理学的、速度論的、熱力学的特性を考えることによって分離カラムの単位長当たりの分散と線移動相速度とを結び付ける。これらの特性にはカラム内部の経路、拡散（軸方向拡散と縦方向拡散）、固定相と移動相との間の物質移動速度論が含まれる。液体クロマトグラフィーにおいて、移動相速度は出口速度、すなわち、「カラム出口流路」の断面積と流量（mL/秒）の比として考えられる。充填カラムでは、カラム出口流路の断面積は大抵カラムの断面積かける0.6として考えられる。あるいは、線速度をデッドタイムとカラム長の比と考えることもできる。移動相が気体とすると、圧力補正を適用しなければならない。カラムの単位長当たりの分散は理論段でのカラム効率とカラム長の比として考えられる。ファン・デームテルの式は双曲線関数であり、カラム長当たりの最小分散、それ故に最大効率が得らえる最適な速度が存在することを予測する。ファン・デームテルの式は、速度理論のクロマトグラフィー溶出過程への初めての応用の結果であった。

## ファン・デームテルの式
ファン・デームテルの式はクロマトグラフィーカラムの分解能（理論段高: HETP、height equivalent to a theoretical plate）とピークの広がりを引き起こす様々な流れおよび速度論的パラメータを結び付ける。
{\displaystyle HETP=A+{\frac {B}{u}}+(C_{s}+C_{m})\cdot u}
上式において、
- HETP（理論段高）は、カラムの分解能の指標である「理論段相当高さ」(height equivalent to a theoretical plate) [m]
- Aは、渦拡散パラメータ。非理想的充填によるチャネリングを関連する。[m]
- Bは、縦方向における溶出粒子の拡散係数。分散をもたらす。 [m2 s−1]
- Cは、移動相と固定相との間の被分析物の物質移動係数への抵抗 [s]
- uは、線速度 [m s−1]

中空キャピラリーにおいて、A項はゼロとなる。これは充填がないことがチャネリングが起きないこと意味するためである。しかしながら、充填カラムにおいては、複数の異なる経路（チャネル）カラム充填のため存在し、これはバンドの広がりをもたらす。後者ではAはゼロではない。
ファン・デームテルの式の形式は、HETPが特定の流速度において最小値に達するというものである。この流量において、カラムの分解能は最大化されるが、実際面では、溶出時間が非現実的になりそうである。ファン・デームテルの式を速度に関して微分し、得られた式をゼロとして解くと、以下のように最適速度が得られる。
{\displaystyle u={\sqrt {\frac {B}{C}}}}

## 理論段数

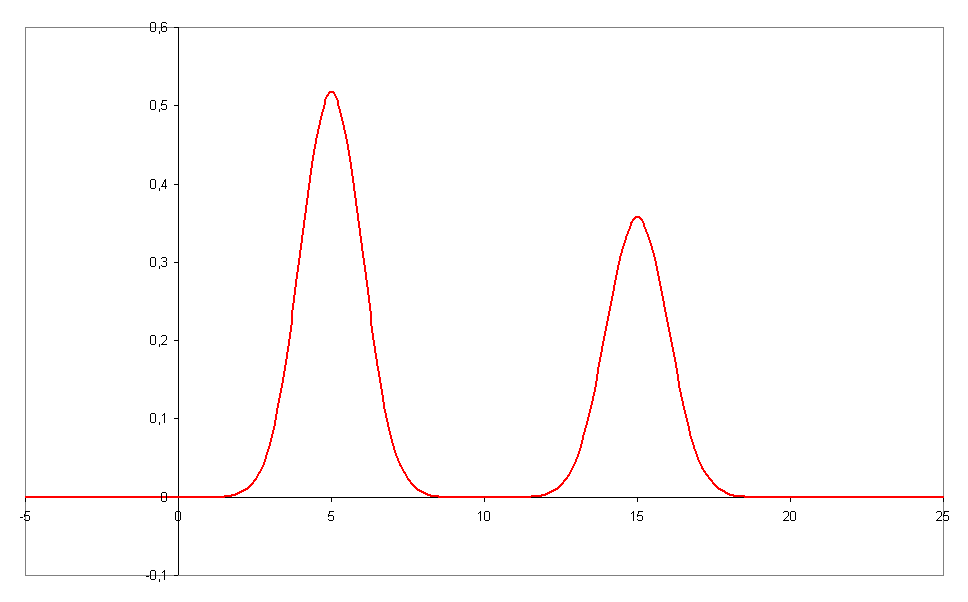
クロマトグラフィーにおいてよく分離した2つのピーク。

理論段高は以下の式で与えられる。
{\displaystyle H={\frac {L}{N}}\,}
上式において、{\displaystyle L\,}はカラム長、{\displaystyle N\,}は理論段数である。理論段数は個々の成分の保持時間{\displaystyle t_{R}\,}とそれらのピーク幅の指標としての標準偏差{\displaystyle \sigma \,}（ただし溶出曲線がガウス曲線を表わすという条件で）の分析によってクロマトグラムから見積ることができる。
この場合、理論段数は以下の式で与えられる。
{\displaystyle N=\left({\frac {t_{R}}{\sigma }}\right)^{2}\,}
より実際的な半値全幅{\displaystyle W_{1/2}\,}を使うことによって、この式は
{\displaystyle N=8\ln(2)\cdot \left({\frac {t_{R}}{W_{1/2}}}\right)^{2}\,}
あるいはピークの底の幅を用いて
{\displaystyle N=16\cdot \left({\frac {t_{R}}{W_{base}}}\right)^{2}\,}
となる。

## 拡張ファン・デームテルの式
ファン・デームテルの式はさらに拡張することができる。
{\displaystyle H=2\lambda d_{p}+{2\gamma D_{m} \over u}+{\omega (d_{p}{\mbox{ or }}d_{c})^{2}u \over D_{m}}+{Rd_{f}^{2}u \over D_{s}}}
- Hは理論段高
- λは（充填に関する）粒子形状
- dpは粒子直径
- γ, ω, Rは定数
- Dmは移動相の拡散係数
- dcはキャピラリー直径
- dfは膜厚
- Dsは固定相の拡散係数
- uは線速度